# こめかみ
こめかみ（顳顬、蟀谷、英語: temple）は、側頭部のうち目の上と耳の上の中間点にあたる領域である。テンプルとも。

こめかみ　TEMPLEと指示された部位

こめかみは眼窩上縁と外耳上部との中間点にある側頭部をおおまかに指し、厳密な解剖学的境界は定められていない。こめかみの表面は皮膚に覆われ、その下には側頭筋が、更にその下には頭蓋骨がある。前頭骨・蝶形骨・側頭骨・頭頂骨の接合部であるプテリオンはこめかみに存在する。
側頭筋が存在するためこめかみは顎の動きに連動して動く。
「こめかみ」の語は、物を噛むと、この部分が動くことから「米噛み」に由来するもので万葉仮名で「古米賀美」と書く。米以外のものを噛んでも動くが、これを「米噛み」という理由として、日本の主食が米であったことや、かつては固い生米を食べており、よく噛む必要があったことなどが挙げられる。漢字の「蟀谷」は中国語の「こめかみ」を意味する語をそのまま導入したものである。「蟀」はコオロギのことであるが、この字が使われる理由は不詳である。
哺乳類の祖先にあたる単弓類ではこの部分に側頭窓とよばれる穴が開いていた。このため進化の過程で穴がふさがった後もこの部分は骨の厚さが薄く、打撃に対して弱い。ボクシングやその他の格闘技ではテンプルと呼ばれ、顎先と並んで急所としてとらえられている。こめかみに打撃をもらうと脳震盪を起こしやすい。
医療分野では精神科の治療の一つ、電気痙攣療法の通電部位はこの部分である。